# Recuerdos de viaje
Recuerdos de viaje, op. 71, és un recull de set peces per a piano, compostes per Isaac Albéniz entre 1886 i 1887 i publicades aquest darrer any com a col·lecció, quan Albéniz vivia a Madrid amb la seva esposa i els seus fills Blanca i Alfonso.